# Ковпинка
Ко́впинка — село в Україні, у Новгород-Сіверській міській громаді Новгород-Сіверського району Чернігівської області. До 2020 орган місцевого самоврядування — Ковпинська сільська рада.

## Археологічні розвідки
На території сільради, біля села Пушкарі, М. Рудинським відкритий комплекс поселень середини—кінця пізнього палеоліту. Розташований на високому правому березі Десни.
На території села знаходяться кургани періоду Київської Русі (10-11 ст.).

## Історія
Перша згадка про село датується 1672 роком.
Із часу свого заснування Ковпинка входила до Шептаківської волості Новгородської сотні до 1709 року, коли гетьман Іван Скоропадський своїм універсалом надав її городському протопопові Афанасію Олексійовичу Заруцькому за "За казнодейския в проповеді слова Божого праци". Онук А. Заруцького, Павло Андрійович Заруцький 1754 року продав Ковпинку стародубському хорунжому Федору Семеновичу Лашкевичу.
У селі у 1755 році була побудована дерев'яна Христоріздвяна церква, перебудована 1888 року. Зруйнована 1937 року.
За даними на 1859 рік у козацькому й казенному селі Новгород-Сіверського повіту Чернігівської губернії мешкало 369 осіб (156 чоловічої статі та 213 — жіночої), налічувалось 39 дворових господарств, існувала православна церква.
Станом на 1886 у колишньому державному селі Кам'янсько-Слобідської волості мешкало 346 осіб, налічувалось 57 дворових господарств, існували православна церква, постоялий будинок.
За даними на 1893 рік у поселенні мешкало 471 особа (233 чоловічої статі та 238 — жіночої), налічувалось 226 дворових господарств.
За переписом 1897 року кількість мешканців зросла до 575 осіб (256 чоловічої статі та 319 — жіночої), з яких 603 — православної віри.
У січні 1919 року в селі було встановлено радянську владу. 1931-го року був створений колгосп «імені 1-го травня», першим головою якого став Семен Мамай.
1988 року мешкало 190 жителів, діяла початкова школа (нині закрита), ФАП, клуб.
У 2001 році населення становило 144 особи.
У 2003 школу закрили через малу кількість учнів.
Із січня 2015 року село Пушкарі стало центральною садибою Ковпинської сільської ради. До цього сільрада була у Ковпинці.
У 2015 році закрили фельдшерський пункт.
У 2016 році проживало 70 осіб, з них дітей — 10.
12 червня 2020 року, відповідно до розпорядження Кабінету Міністрів України № 730-р «Про визначення адміністративних центрів та затвердження територій територіальних громад Чернігівської області», увійшло до складу Новгород-Сіверської міської громади.
19 липня 2020 року, в результаті адміністративно - територіальної реформи та ліквідації колишнього Новгород-Сіверського району, село увійшло до новоствореного Новгород-Сіверського району Чернігівської області.

## Населення

### Мова
Розподіл населення за рідною мовою за даними перепису 2001 року:
| Мова       | Кількість | Відсоток |
| ---------- | --------- | -------- |
| російська  | 96        | 66.67%   |
| українська | 48        | 33.33%   |
| Усього     | 144       | 100%     |

## Пам'ятки
У 1967 році був споруджений обеліск воїнам Другої світової війни.
У селі 17 листопада 2008 року з нагоди 75-их роковин відкрито пам'ятний знак жертвам комуністичного голодомору.